# Trianthema megasperma
Trianthema megasperma är en isörtsväxtart som beskrevs av A.M. Prescott. Trianthema megasperma ingår i släktet Trianthema och familjen isörtsväxter. Inga underarter finns listade i Catalogue of Life.